# Anatoli Vassiliev (acteur)
Ne doit pas être confondu avec Anatoli Vassiliev.
Anatoli Alexandrovitch Vassiliev (Анато́лий Алекса́ндрович Васи́льев), né le 6 novembre 1946 à Nijni Taguil (oblast de Sverdlovsk), est un acteur soviétique et russe. Il est nommé artiste du peuple de la fédération de Russie en 1994.

## Filmographie
- 1977 : La Steppe (Степь) de Sergueï Bondartchouk : Nikolaï Dymov
- 1979 : Air Crew (Ekipaj, en français Équipage) d'Alexandre Mitta : Valentin Nenarokov
- 1997 : La Trêve (La tregua) de Francesco Rosi : le Dr. Gotlieb
- 2004 : Papa (Папа) de Vladimir Machkov : Ivan Tchernychev